# Alfredo Mazacotte
Alfredo Carlos Alberto Mazacotte (Asunción, Paraguay, 17 de noviembre de 1987) es un futbolista paraguayo. Juega como mediocentro organizador y su equipo actual es el Cerro León de la Liga Villetana de fútbol de Paraguay

## Trayectoria
Mazacote inició su carrera en Sportivo Ameliano y Tacuary.
En el 2012 desciende con el Tacuary de la primera división paraguaya.
En el 2015 emigra a Perú para jugar por el Ayacucho FC que logra salvarse del descenso en la última fecha. Firmó por todo el 2017 por Cienciano del Cuzco.
En el 2017 jugó por Cienciano del Cusco., convirtiéndose en la mejor contratación debido a sus 8 goles en 27 partidos, además de ser el conductor y pieza clave del equipo.

## Clubes
| Club               | País     | Año         |
| ------------------ | -------- | ----------- |
| Tacuary            | Paraguay | 2006 - 2011 |
| Sportivo Luqueño   | Paraguay | 2011        |
| Tacuary            | Paraguay | 2012        |
| Sol de América     | Paraguay | 2012 - 2013 |
| Nacional           | Paraguay | 2013        |
| Club Rubio Ñu      | Paraguay | 2014        |
| Sol de América     | Paraguay | 2014        |
| Ayacucho FC        | Perú     | 2015        |
| Deportivo Capiatá  | Paraguay | 2016        |
| River Plate        | Paraguay | 2016        |
| Cienciano          | Perú     | 2017        |
| Resistencia SC     | Paraguay | 2018        |
| Sportivo Ameliano  | Paraguay | 2019        |
| Atlético Tembetary | Paraguay | 2021        |

### Participaciones en Copas Nacionales
| Copa               | País     | Resultado     | Partidos | Goles |
| ------------------ | -------- | ------------- | -------- | ----- |
| Copa Paraguay 2018 | Paraguay | sin confirmar | 1        | 1     |